# Darlau (Ort)
Darlau ist eine osttimoresische Ortschaft im Norden der Aldeia Darlau (Sucos Becora, Verwaltungsamt Cristo Rei, Gemeinde Dili). Sie liegt an der Überlandstraße von Dili nach Aileu, in einer Meereshöhe von 764 m. Südlich befindet sich das Dorf Lebuhua, nach Norden führt eine Straße nach Camea und Hera.